# John Christopher Mahon
John Christopher Mahon SPS (* 25. Dezember 1922 in Killurin; † 10. November 2004) war Bischof von Lodwar.

## Leben
John Christopher Mahon trat der Ordensgemeinschaft der St. Patrick’s Gesellschaft für auswärtige Missionen bei und empfing am 28. März 1948 die Priesterweihe.
Paul VI. ernannte ihn am 16. Januar 1968 zum Apostolischen Präfekten von Lodwar. Der Papst erhob die Apostolische Präfektur am 30. Januar 1978 zum Bistum und ernannte ihn zum Bischof von Lodwar. Die Bischofsweihe spendete ihm der Erzbischof von Nairobi, Maurice Michael Kardinal Otunga, am 25. April desselben Jahres; Mitkonsekratoren waren John Njenga, Bischof von Eldoret, und William Dunne SPS, Bischof von Kitui.
Am 17. Februar 2000 nahm Johannes Paul II. seinen altersbedingten Rücktritt an.